# 1010-ті до н. е.

## Правителі
- фараон Єгипту Псусеннес I;
- царі Ассирії Шульману-ашаред II, Ашшур-нірарі IV та Ашшур-рабі II;
- цар Вавилонії Сімбар-Шиху;
- вани Китаю Чен-ван та Кан-ван.

## Померли
- Саул — перший король Ізраїльського царства